# 劉顕 (独孤部)
劉 顕（りゅう けん、拼音：Liú Xiǎn、? - 387年後没）は、中国五胡十六国時代の匈奴独孤部大人（たいじん：部族長）。本名は醜伐。劉庫仁の子。

## 生涯
独孤部大人劉庫仁の子として生まれる。その性格は残忍で、常々従弟の劉羅辰から警戒されていた。
385年、劉顕は叔父の独孤部大人劉眷（劉羅辰の父）を殺害して自ら独孤部大人となった。その後、劉顕は拓跋珪を殺害しようと部下を賀氏のもとへ送った。しかし、賀氏に謀が洩れており、拓跋珪は既に賀蘭部へ逃れていた。劉顕は怒り、賀氏を殺害しようとしたが、弟の劉亢泥が一家を挙げて賀氏の助命を求めたので、危難を免れることができた。またその頃、劉顕の部族で内乱が発生したので、賀氏は逃亡・帰還することができた。
386年（登国元年）1月、拓跋珪は代王に即位し、代国を復興させた（4月には魏王となり、魏国と改める）。3月、拓跋珪の命を狙っていた劉顕は善無より馬邑に南走し、その一族の奴真は部落を率いて代国に投降した。7月、乙弗部帥の代題は劉顕のもとに逃亡してきた。魏王拓跋珪は代題の孫の倍斤に後任として乙弗部を統治させた。劉顕の弟の劉肺泥は奴真の部落で略奪を行ったが、その後部衆を率いて魏国に投降した。8月、劉顕は弟の劉亢泥を慕容永のもとに派遣し、拓跋珪の叔父の拓跋窟咄を出迎えさせた。劉亢泥は軍勢を伴って随行し、魏国の南の境界にまで迫ってきた。これに諸部は騒動を起こし、拓跋珪の側近の于桓らは諸部の大人らとともに拓跋窟咄への呼応を企てた。しかし、謀議は漏洩し、首謀者5人が誅殺された。
387年（登国2年）6月、魏王拓跋珪は馬邑の南にて劉顕を親征し、彌澤にまで追撃してこれを大破した。劉顕は慕容永のもとに南奔し、その部衆を収めた。8月、拓跋珪は帰還した。

## 参考資料
- 『魏書』（帝紀第二、列伝第十一）